# 妖精の女王

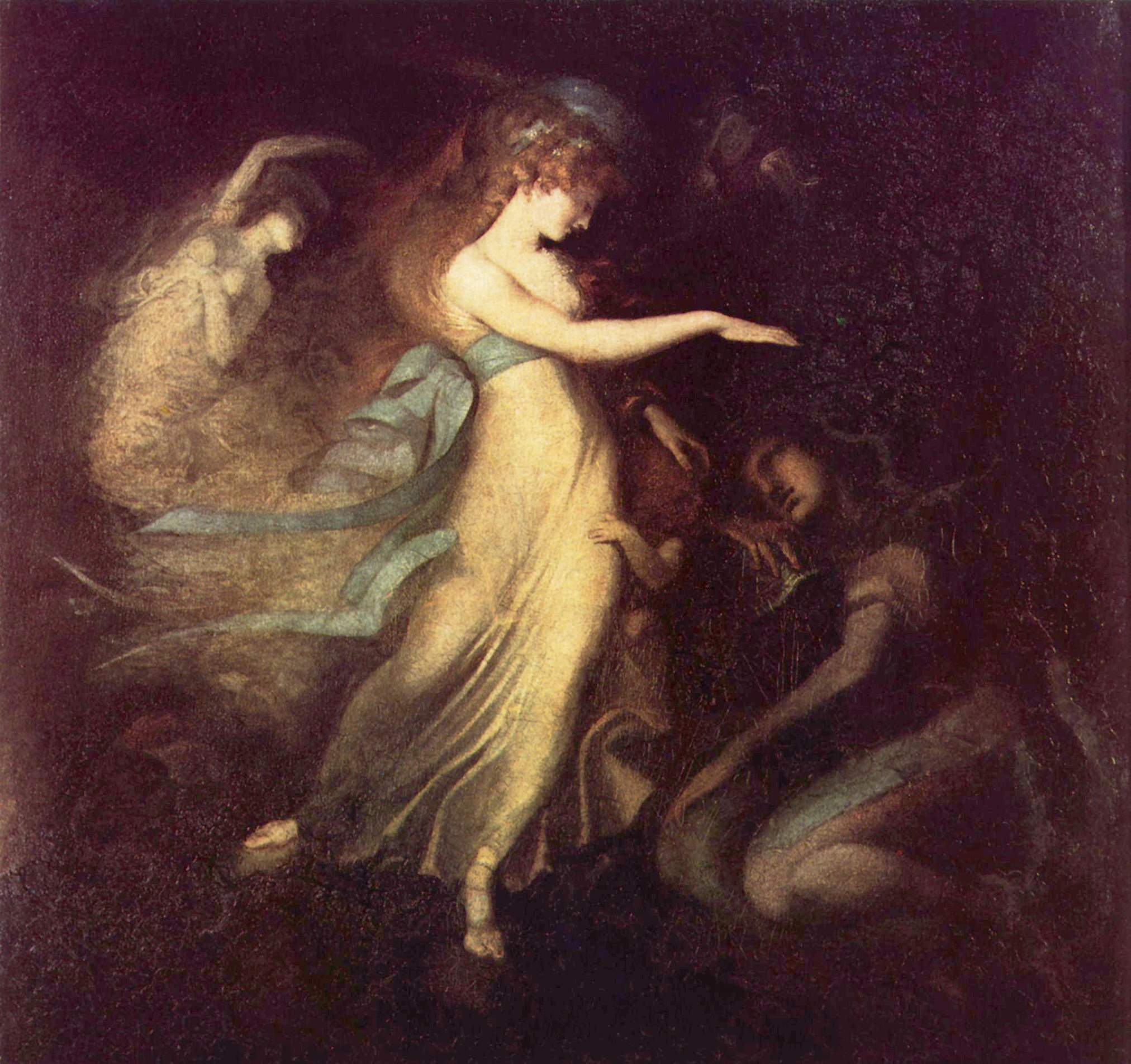
『アーサー王子と妖精の女王 』 ヨハン・ハインリヒ・フュースリー（1788年）

妖精の女王（ようせいのじょおう）は、民間伝承や文学において、妖精たちを統治する女性である。必ずしも王と対になるとは限らない。作品によっては、名前が付けられている場合もあれば、付けられていない場合もある。ティターニアやマブはよく使われる名前である。妖精の女王と呼ばれる人物、女神、あるいは精霊が世界中に多く存在する。

## 民間伝承
アイルランド神話に登場するトゥアハ・デ・ダナーンとダオイン・シーデーには、多くの地域の王と女王が登場する。ウーナ、ウナ、またはヌーラは、アイルランド西部の妖精王フィンヴァラまたはフィオンバールの妻だが、フィンヴァラはしばしば他にも愛人がいた。彼女は通常、フィンヴァラの丘クノック・ミーダで共に暮らしていたとされているが、クノック・シーデー・ウナ（ノックシェグーナ）に別荘を持っていたという説もある。 妖精の助産婦（アールネ＝トンプソン・タイプ476）をモデルにした物語の一つでは、「フィオンバールの妻」（名前不明）が人間の少女に軽率に呪いをかけられ、助産婦として仕えることになってしまう。フィオンバールの妻は、少女が着用すると真っ二つに切れてしまうベルトを与えることで復讐しようとするが、妖精の召使いが少女に警告する。他にアイルランドの妖精の女王には、ミュンスターのクリオドナ、アオイビン、アイネ等が登場する。
アーサー王伝説の登場人物、モルガン・ル・フェイ (または妖精のモルガン) は、超自然的な島アヴァロンを統治する妖精の女王として描かれることもあった。 『マーリンの生涯』では、モルガンはは九人の魔女の長女とされている。
チャイルド・バラッドの中にも、妖精の女王が登場するものがある。アリソン・グロス（チャイルド35）には優しく親切な妖精の女王が登場し、タム・リン（チャイルド39）には恐ろしい妖精の女王が登場する。タム・リンの妖精の女王は7年ごとに地獄に十分の一税を納めており、タム・リンは自分が人身御供にされてしまうのではないかと恐れている。
『トマス・ザ・ライマー』（チャイルド37）には、名前のない妖精の女王が登場する。彼女は主人公を恋人にし、予言の能力を託す。『トマス・ザ・ライマー』にまつわるロマンスやバラードには、地獄への十分の一税など、タム・リンと類似点が見られますが、この妖精の女王はより慈悲深い人物である。
1450 年 1 月、ケントで発生したトーマス・チェインの反乱では、(男性の) 指導者が使用した偽名の中には「妖精の王」(Regem de ffeyre)や「妖精の女王」(Reginam de ffeyre) が含まれていた。
17 世紀のイギリスの政治家で神秘主義者のグッドウィン・ウォートンは、ペネロピ・ラ・ガールという名の妖精の女王と結婚したと信じられている。
妖精の女王に関する信仰は地方に数多く存在し、中には固有の名前を持つ者もいた。マン島のお守りには、妖精の支配者をフィリップ王とバヒー女王と名付けたものがある。 ウェールズの民間伝承によると、ティルウィス・テグの女王はグウィディオン・アブ・ドンの妻であるグウェンヒドゥであり、小さな羊毛のような雲は彼女の羊だという。
こうした民間伝承の一部は文学にも影響を与えている。「妖精の女王オールド・モス」は、ヨークシャーとランカシャーの民話に触発されたトーマス・ショーの19世紀の詩『シャントゥー・ジェスト』に登場する。彼女は教会の鐘の音から逃れ、トッドモアという巨人のもとで暮らし、最終的にトッドモーデンに定住するとされている。 ヨークシャー・デールズのジャネットの滝と呼ばれる滝にまつわる伝説の精霊、ジャネットまたはジェネットは、地元以外の作家や詩人によって妖精の女王としてロマンチックに描かれた。 ジョーン・ザ・ワッドはコーンウォールのピクシーの女王で、1900 年代初頭のマーケティング キャンペーンによって有名になった。 1801年のジョン・レイデンによると、スコットランドの妖精の女王はニクネヴェン、ジャイア・カーリング、あるいはヘカテと呼ばれていた。 その後の研究ではこれに異論があり、ニクネヴェンが最も古くから登場したのはアレクサンダー・モンゴメリーの『フライティング』（1580年頃）で、魔女でありヘカテの崇拝者として登場し、エルフの女王とは別のキャラクターであったとされている。
世界中に類似の人物が登場する。現代ギリシャの民間伝承では、ラミアはネレイスの女王、アルテミスは山と地のニンフの女王とされている。 ロマの伝説では、ケーシャリのニンフの女王アナが悪魔に誘拐されたとされている。

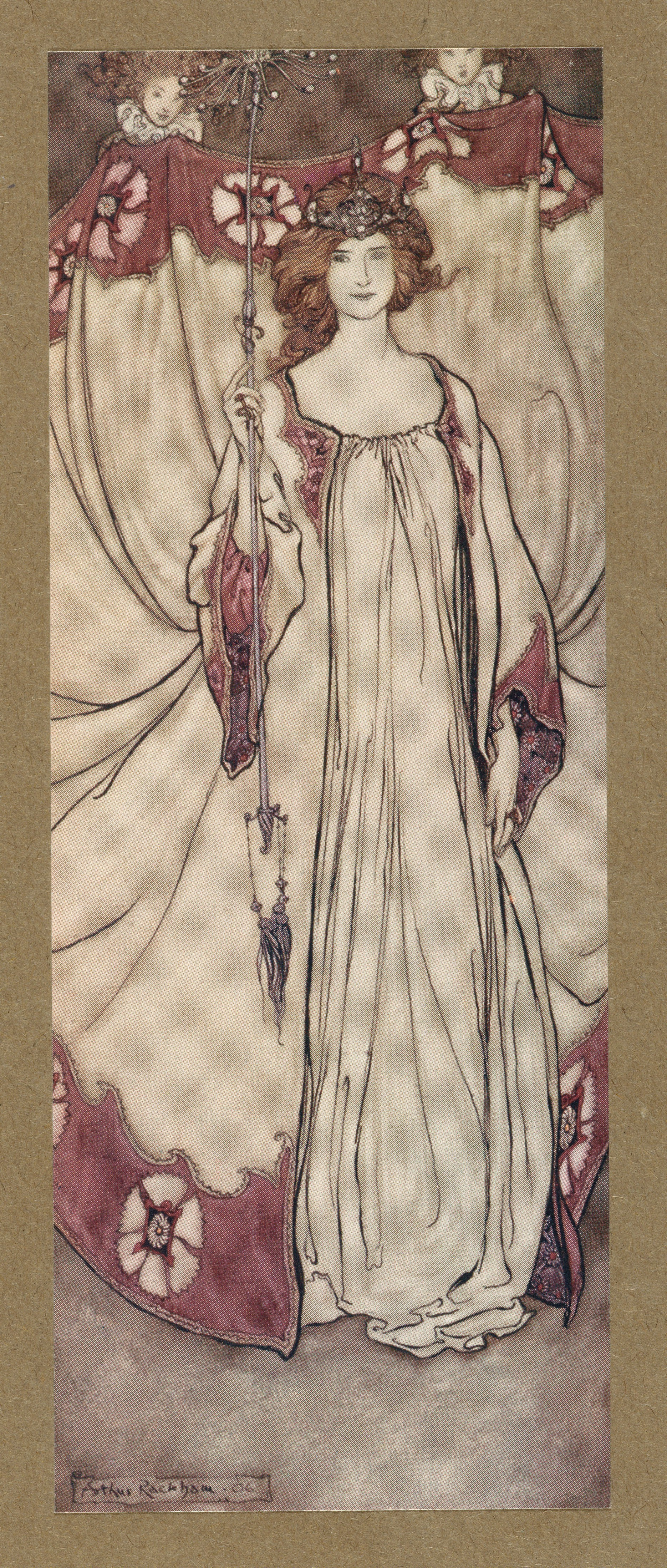
アーサー・ラッカム - クイーン・マッブ

## 文学とメディア
ジェフリー・チョーサーの『商人の物語』では、プルートーとプロセルピナが妖精たちの王と女王として描かれている。この描写は、ウィリアム・シェイクスピアの『夏の夜の夢』における妖精の支配者に影響を与えたと考えられている。
エドマンド・スペンサーの寓話的叙事詩『妖精の女王』の主人公は、オベロン王の娘である妖精の女王グロリアナである。彼女はタルクィニウス・プリスクスの妻の名にちなんで、タナキルとも呼ばれている。エリザベス女王を寓話的に描いた、高潔な統治者として描かれている。
ウィリアム・シェイクスピアは妖精の女王という存在に何度も言及している。『ウィンザーの陽気な女房たち』にもこの概念が言及されている他、『夏の夜の夢』では、ティターニアは妖精の女王であり、オベロン王の妻である。彼女の名前は、オウィディウスがローマ神話の女神ディアナの称号として用いたものである。『ロミオとジュリエット』では、クィーン・マッブが登場はしないが詳しく描写されている。彼女は妖精の助産師であり、小さな馬車に乗って人間に夢を届けるという。
シェイクスピア以後の作家、ベン・ジョンソンやマイケル・ドレイトンも、妖精の女王をマブと呼んでいる。ドレイトンは、オベロンの妻をティターニアではなくマブとしている。 ティターニアとマブ以外にも、オベロンは他の名前の妻と共に描かれることがあった。1591年にハンプシャー州エルヴェサムでエリザベス女王のために行われた催し物ではオーレオラと呼ばれている 一方、1600年頃のウィリアム・パーシーの『妖精の田園』ではクロリスと呼ばれている。
フランスの妖精物語（contes de fées）では、妖精とその社会がしばしば重要な役割を果たした。ガブリエル＝シュザンヌ・ド・ヴィルヌーヴの『美女と野獣』や、ドーノワ夫人の『サンザシ姫』など、いくつかの物語では、妖精たちは女王によって統治されている。シャルロット＝ローズ・ド・コーモン・ド・ラ・フォルスの『妖精よりも美しい（仏:Plus-Belle-que-fée）』では、善良な女王に代わって登場した邪悪な妖精の女王ナボテが悪役である。このジャンルと「おとぎ話」という用語を普及させたドーノワ自身も、「妖精の女王（la reine de la féerie）」というあだ名で呼ばれた。

### 現代文学
J・M・バリーによる『ピーター・パン』の前作『小さな白い鳥』では、慈悲深く親切な妖精の女王の名前をマブ女王としている。『ピーター・パン』から派生した、ティンカー・ベルを題材にしたディズニー映画シリーズでは、妖精の支配者はクラリオン女王である。
L・フランク・ボームのオズの本では、ルリン女王がオズの国の創造に役割を果たした異世界の妖精の女王である。 バウムの著書「サンタクロースの冒険」にも名前のない妖精の女王が登場する一方、「イックスのジクシー女王」ではルレアと名付けられている。
ブランドン・マールの『フェイブルヘイヴン』シリーズでは、妖精の女王が物語の重要な役割を担っている。彼女は妖精たちを統べる存在だが、実は人間の姿に変身できるユニコーンである。
真島ヒロの『FAIRY TAIL』に登場するキャラクター、エルザ・スカーレットは、その力から「ティターニア」の異名を持つ。
ロンドン警視庁特殊犯罪課シリーズの一遍である「フォックスグローブ・サマー（Foxglove Summ）」では、主人公のピーター・グラントが妖精の女王に捕らえられ、彼女の王国（イギリスが未だに広大な原生林に覆われ、馴染みのある町や村の痕跡がない、別の現実または異世界）へ連れ去られることになる。
ジュリー・カガワの『アイアン・フェイ』シリーズでは、タイターニアとマブが夏の宮廷と冬の宮廷で互いに敵対する女王として登場する。オベロンの半人半獣の娘、メーガン・チェイスが最終的に鉄の宮廷の女王になる。
ダイアナ・ウィン・ジョーンズの『九年目の魔法（原題: Fire&Hemlock）』は、タム・リンとトーマス・ザ・ライマーのバラードを現代風にアレンジしたもので、この詩では妖精の女王がローレル・ペリー・リン夫人として登場する。

## 魔術とネオペイガニズム
悪魔学の文献では、ダイアナは妖精の王国の支配者として頻繁に描かれており、例えばスコットランド王ジェームズ6世の『デモノロジー』では、ダイアナは「第4の種類の霊であり、異邦人（＝非ユダヤ人）からはダイアナとその放浪の宮廷と呼ばれ、我々の間では妖精あるいは我々の良き隣人と呼ばれている」と述べられている。
中世のキリスト教権威者たちは、供物を受け取ったり、修行者を夜の旅に連れ出したりする夜行性の女性の精霊指導者を崇拝するカルト信仰を非難した。イタリアのシチリア島に住むドニャ・デ・フエラ（妖精の女王）はその一例である。1530年代のスコットランドでは、ウィリアム・ヘイがスコットランドの魔女たちが「妖精の亡霊」や「妖精の女王ダイアナ」と会ったと記している。ジュリアン・グッダーは、「スコットランドにダイアナ崇拝があったと信じる理由はない」と明言し、むしろその名称は当時の権威者たちがそのような信仰を分類するための方法であったとしている。 この人物に使われた名前には、ヘロディアス、アブンディア、ベンソジア、リチェラ、サティアのほか、 ルーマニアのドームナ・ジネロール（ミルチャ・エリアーデは妖精の女王」と訳した） オランダのワンネ・テクラなど数多くの名前が含まれていた。
妖精や精霊の女王は、「エルフェイムの女王」やその他の綴りの異名で呼ばれ、スコットランドの魔女裁判で何度か言及されている。16世紀には、アンドロ・マンが「エルフェンの女王」との間に子供をもうけたと主張した。学者のロバート・ピトケアンは、この言葉を「エルフェイム」または「エルフ・ハメ」と定義した。
ダイアナ的な精霊の女王という概念は、チャールズ・ゴッドフリー・リーランドの「魔女の女王」に登場する女神アラディアの概念から発展したネオペイガニズム文化に影響を与えた。 妖精の信仰はマクファーランドのディアニックな伝統と同じ源から発展した。